# Brilliant Minds

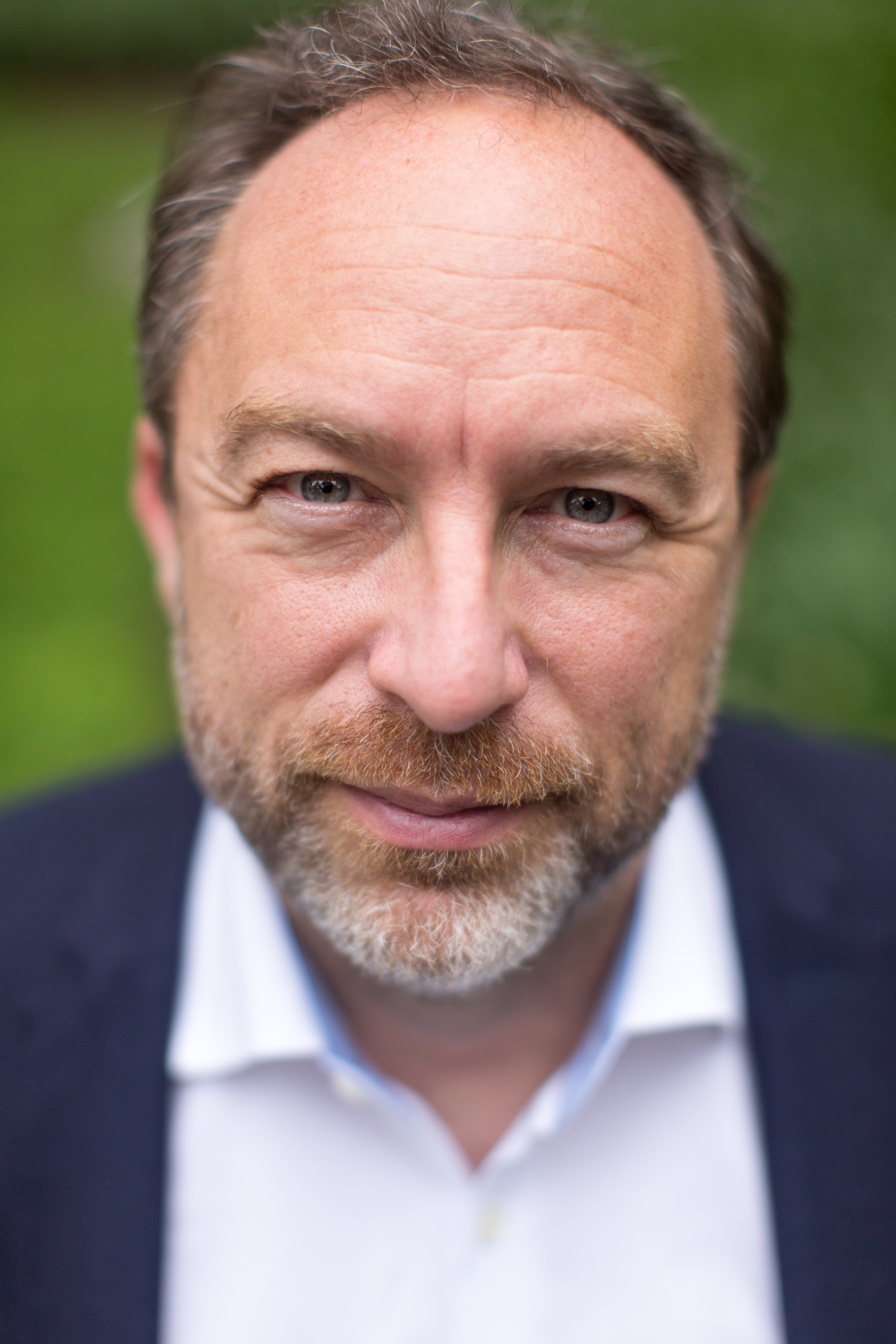
Wikipedias grundare Jimmy Wales var en av talarna på Brilliant Minds 2016.

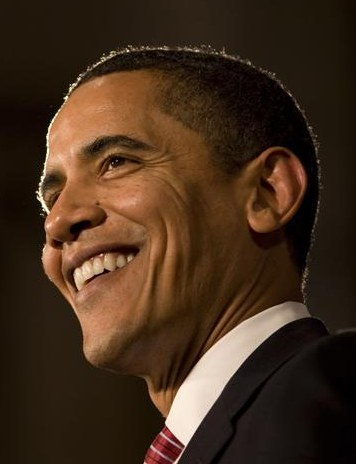
Barack Obama var en av talarna på Brilliant Minds 2019.

Brilliant Minds är en konferens som sedan 2015 hålls årligen på Grand Hôtel respektive Bank Hotel i Stockholm. Den grundades av Spotify-grundaren Daniel Ek och managern Arash Pournouri. Till vd utsågs Natalia Brzezinski, hustru till Mark Brzezinski som var  USA:s ambassadör i Sverige 2011–2014.
Konferensen inbjuder många välkända talare inom olika områden; syftet är att binda samman svenska värden som öppenhet, transparens, jämlikhet, tillit och socialt ansvar med entreprenörsanda. Man vill föra samman kreativa personer inom områden som teknik, mode, ekonomi, utbildning och hälsa samt lyfta fram Sverige som land.

## Gäster
- 2015: Prins Daniel, Zara Larsson, Björn Ulvaeus, Hans Vestberg och Matt Mullenweg (grundare av WordPress).[2]
- 2016: Niklas Zennström, Eric Schmidt, Mike Shinoda, Icona Pop, Jimmy Wales och den brittiska ministern för Internet-säkerhet baronessan Joanna Shields.[3]
- 2017: Pharrell, Usher, Jeff Koons, Olafur Eliasson, Evan Williams, Chris Sacca, Christy Turlington Burns, Kimbal Musk och Maye Musk.[4]
- 2018: John Taylor, Barbara Bush, Goldman Sachs vd David Solomon, Jesse Williams, Vice grundare Shane Smith, Tom Freston och Ilwad Elman.[5]
- 2019: Barack Obama, John Kerry, Cardi B, Gwyneth Paltrow, Forest Whitaker, Joel Kinnaman, Theaster Gates, Cristina Stenbeck, Diane von Fürstenberg, Silvana Imam, Greta Thunberg, Naomi Campbell, Beatrice Eli, Beata Wickbom,  Dr Mouna Esmaeilzadeh, Emilia de Poret, Suad Ali, Ozwald Boateng, Anders Ynnerman, Evan Spiegel, Hans Vestberg, Mats Brännström, Ted Sarandos, Hartmut Neven, Offset, Wassim "Sal" Slaiby, Karl-Henrik Sundström, Isha Sesay, Nicole Avant, Dr. Ali Parsa, Baran bo Odar, Jantje Friese, Shari E Redstone, Barry Diller, Edward Enninful, Joanna Coles, Jonah Peretti samt roboten Furhat, med flera.[6]